# Mangaldoi
Mangaldoi é uma cidade  no distrito de Darrang, no estado indiano de Assam.

## Demografia
Segundo o censo de 2001, Mangaldoi tinha uma população de 23 854 habitantes. Os indivíduos do sexo masculino constituem 52% da população e os do sexo feminino 48%. Mangaldoi tem uma taxa de literacia de 81%, superior à média nacional de 59,5%: a literacia no sexo masculino é de 85% e no sexo feminino é de 76%. Em Mangaldoi, 11% da população está abaixo dos 6 anos de idade.